# Kriegerdenkmal Calenberge

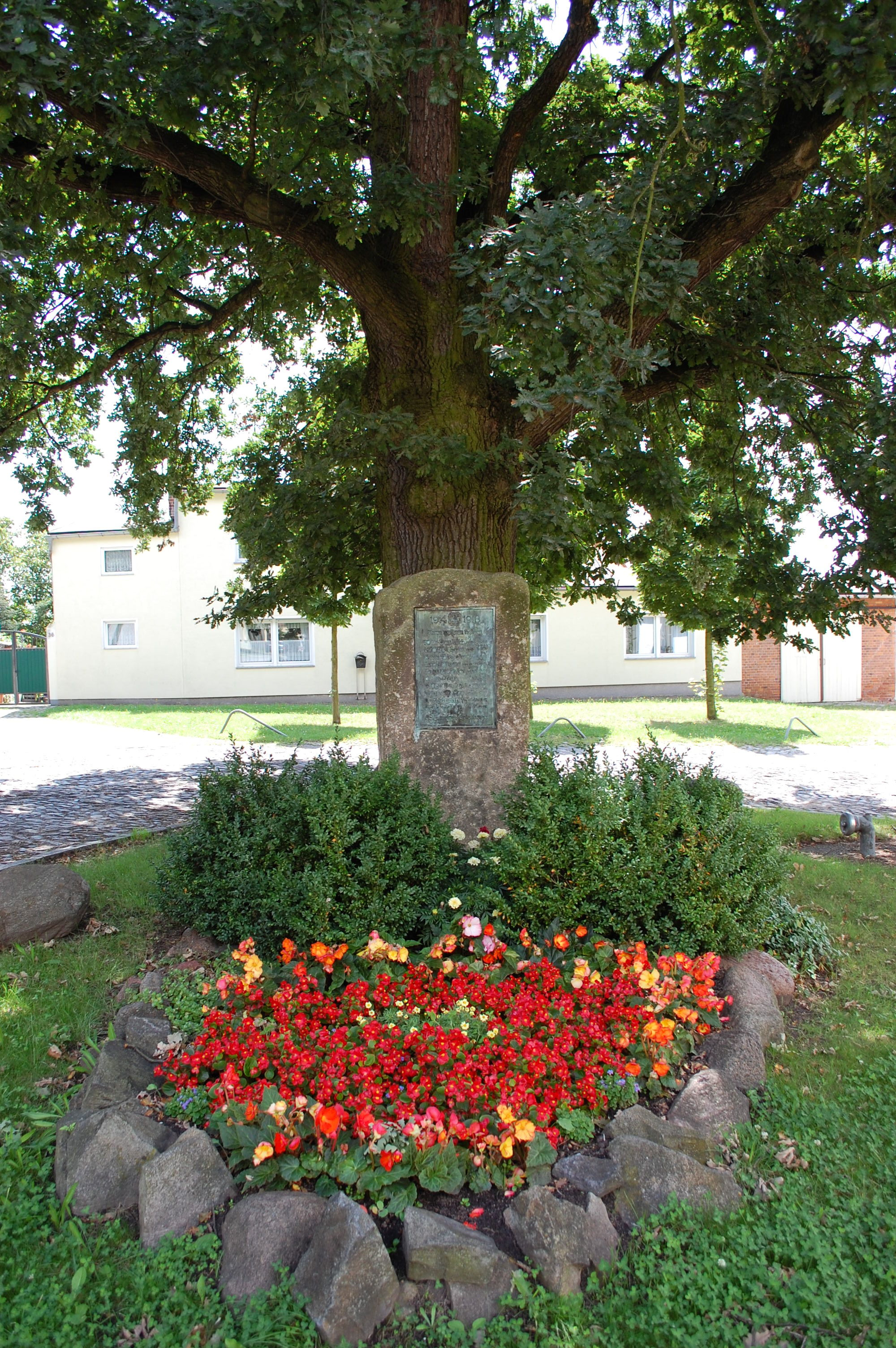
Kriegerdenkmal Calenberge

Das Kriegerdenkmal Calenberge ist ein unter Denkmalschutz stehendes Kriegerdenkmal im zum Magdeburger Stadtteil Randau-Calenberge gehörenden Ortsteil Calenberge.

## Lage
Das Denkmal befindet sich am Ende der Calenberger Dorfstraße.

## Anlage und Geschichte
Errichtet wurde das Kriegerdenkmal vermutlich in den 1920er Jahren in Gedenken an die Gefallenen des Ersten Weltkriegs. Es wurde eine schlichte steinerne Stele gesetzt, an der sich eine Bronzetafel mit der Inschrift 1914-1918. Unseren tapferen Helden befindet. Unterhalb dieser Inschrift sind die Namen der Calenberger aufgeführt, die während des Krieges als Soldaten gefallen sind.
Vor dem Denkmal ist ein von Steinen eingefasstes Blumenbeet angelegt.